# Pastel de crema de Boston
Un pastel de crema de Boston es un pastel redondo que está dividido y lleno de una crema con chocolate. Creado por el chef francés Augustine François Anezin en Parker House Hotel, esta combinación de pudín y pastel se compone de dos capas de bizcocho lleno de crema de vainilla o crema pastelera. El pastel está rematado con un glaseado de chocolate (como ganache), y a veces con azúcar en polvo o una cereza.
Una dona de crema de Boston es un nombre local de un berlinés lleno de crema de vainilla o crema pastelera y cubierta con glaseado de chocolate.
El pastel de crema de Boston es el postre oficial de Massachusetts, declarado en 1996.